# Shahkulu Baba
Sahkulu, également connu sous le nom de Karabıyıkoğlu, (mort en juillet 1511) est le chef de la révolte de Shahkulu, une insurrection pro-chiite safavide contre l'Empire ottoman en Anatolie.